# Alkanale
| Alkanale                                                                                  |
| ----------------------------------------------------------------------------------------- |
| Allgemeine Struktur der Alkanale                                                          |
| R ist eine geradkettige oder verzweigte Alkylgruppe. Die Aldehydgruppe ist blau markiert. |

Die Alkanale sind eine Gruppe von acyclischen, aliphatischen, gesättigten Aldehyden. Sie leiten sich von den Alkanen ab, d. h. die Aldehydgruppe ist mit einer geradkettigen oder verzweigten Alkylgruppe verknüpft. Die allgemeine Summenformel der Alkanale ist CnH2nO (n=1, 2, 3 usw.).

## Typische Vertreter
| Unverzweigte Alkanale | Unverzweigte Alkanale   | Unverzweigte Alkanale | Unverzweigte Alkanale | Unverzweigte Alkanale | Unverzweigte Alkanale | Unverzweigte Alkanale |
| IUPAC-Name            | Trivialname             | Summenformel          | Molmasse              | CAS-Nummer            | Strukturformel        | Strukturformel        |
| --------------------- | ----------------------- | --------------------- | --------------------- | --------------------- | --------------------- | --------------------- |
| Methanal              | Formaldehyd             | CH2O                  | 30,03 g·mol−1         | 50-00-0               |                       |                       |
| Ethanal               | Acetaldehyd             | C2H4O                 | 44,05 g·mol−1         | 75-07-0               | n=0                   |                       |
| Propanal              | Propionaldehyd          | C3H6O                 | 58,08 g·mol−1         | 123-38-6              | n=1                   |                       |
| Butanal               | Butyraldehyd            | C4H8O                 | 72,11 g·mol−1         | 123-72-8              | n=2                   |                       |
| Pentanal              | Valeraldehyd            | C5H10O                | 86,131 g·mol−1        | 110-62-3              | n=3                   |                       |
| Hexanal               | Capronaldehyd           | C6H12O                | 100,16 g·mol−1        | 66-25-1               | n=4                   |                       |
| Heptanal              | Önanthaldehyd           | C7H14O                | 114,19 g·mol−1        | 111-71-7              | n=5                   |                       |
| Octanal               | Caprylaldehyd           | C8H16O                | 128,21 g·mol−1        | 124-13-0              | n=6                   |                       |
| Nonanal               | Pelargonaldehyd         | C9H18O                | 142,24 g·mol−1        | 124-19-6              | n=7                   |                       |
| Decanal               | Caprinaldehyd           | C10H20O               | 156,27 g·mol−1        | 112-31-2              | n=8                   |                       |
| Undecanal             | Hendecanal              | C11H22O               | 170,29 g·mol−1        | 112-54-9              | n=9                   |                       |
| Dodecanal             | Laurinaldehyd           | C12H24O               | 184,32 g·mol−1        | 112-54-9              | n=10                  |                       |
| Tetradecanal          | Myristylaldehyd         | C14H28O               | 212,37 g·mol−1        | 124-25-4              | n=12                  |                       |
| Verzweigte Alkanale   |                         |                       |                       |                       |                       |                       |
| IUPAC-Name            | Trivialname             | Summenformel          | Molmasse              | CAS-Nummer            | Strukturformel        | Strukturformel        |
| 2-Methylpropanal      | Isobutyraldehyd         | C4H8O                 | 72,11 g·mol−1         | 78-84-2               |                       |                       |
| 2-Methylbutanal       | 2‑Methylbutyraldehyd    | C5H10O                | 86,13 g·mol−1         | 96-17-3               |                       |                       |
| 3-Methylbutanal       | Isovaleraldehyd         | C5H10O                | 86,13 g·mol−1         | 590-86-3              |                       |                       |
| 2,2‑Dimethylpropanal  | Pivalaldehyd            | C5H10O                | 86,13 g·mol−1         | 630-19-3              |                       |                       |
| 3,3-Dimethylbutanal   | 3‑Methylisovaleraldehyd | C6H12O                | 100,16 g·mol−1        | 2987-16-8             |                       |                       |
| 2-Methylpentanal      | 2-Methylvaleraldehyd    | C6H12O                | 100,16 g·mol−1        | 123-15-9              |                       |                       |
| 2-Ethylhexanal        | 2-Ethylcapronaldehyd    | C8H16O                | 128,21 g·mol−1        | 123-05-7              |                       |                       |
| 2-Methylundecanal     |                         | C12H24O               | 184,32 g·mol−1        | 110-41-8              |                       |                       |

## Vorkommen und Verwendung
Alkanale sind in der Natur weit verbreitet und finden Verwendung als Riechstoffe und Aromastoffe. C8–C12-Alkanale kommen in ätherischen Ölen wie Citrusölen, Kümmelöl oder Rosenöl vor und werden in Parfüms eingesetzt.

## Verwandte Verbindungen
Alkandiale sind entsprechende Verbindungen mit gesättigter Kohlenstoffkette, die an beiden Kettenenden je eine Aldehydgruppe tragen. Analog zu den Alkanalen werden von Alkenen abgeleitete Aldehyde mit C=C-Doppelbindung Alkenale genannt. Ebense leiten sich Alkinale von Alkinen mit C≡C-Dreifachbindung ab.